# Fuori dall'hype (singolo)
Fuori dall'hype è un singolo del gruppo musicale italiano Pinguini Tattici Nucleari, pubblicato come terzo estratto dal quarto album in studio Fuori dall'hype.
Il singolo è entrato in rotazione radiofonica dal 15 marzo 2019.

## Tracce
1. Fuori dall'hype – 3:50 (Riccardo Zanotti)

## Video musicale
Il videoclip del brano, diretto da William9, è stato pubblicato il 22 marzo 2019 attraverso il canale YouTube del gruppo musicale.